# Contea di Wannian
La contea di Wannian (万年县S, Wànnián XiànP) è una contea della Cina, situata nella provincia di Jiangxi e amministrata dalla prefettura di Shangrao.